# Lindernia ellobum
Lindernia ellobum é uma espécie botânica do gênero Lindernia pertencente à família Linderniaceae.